# Tollcross House

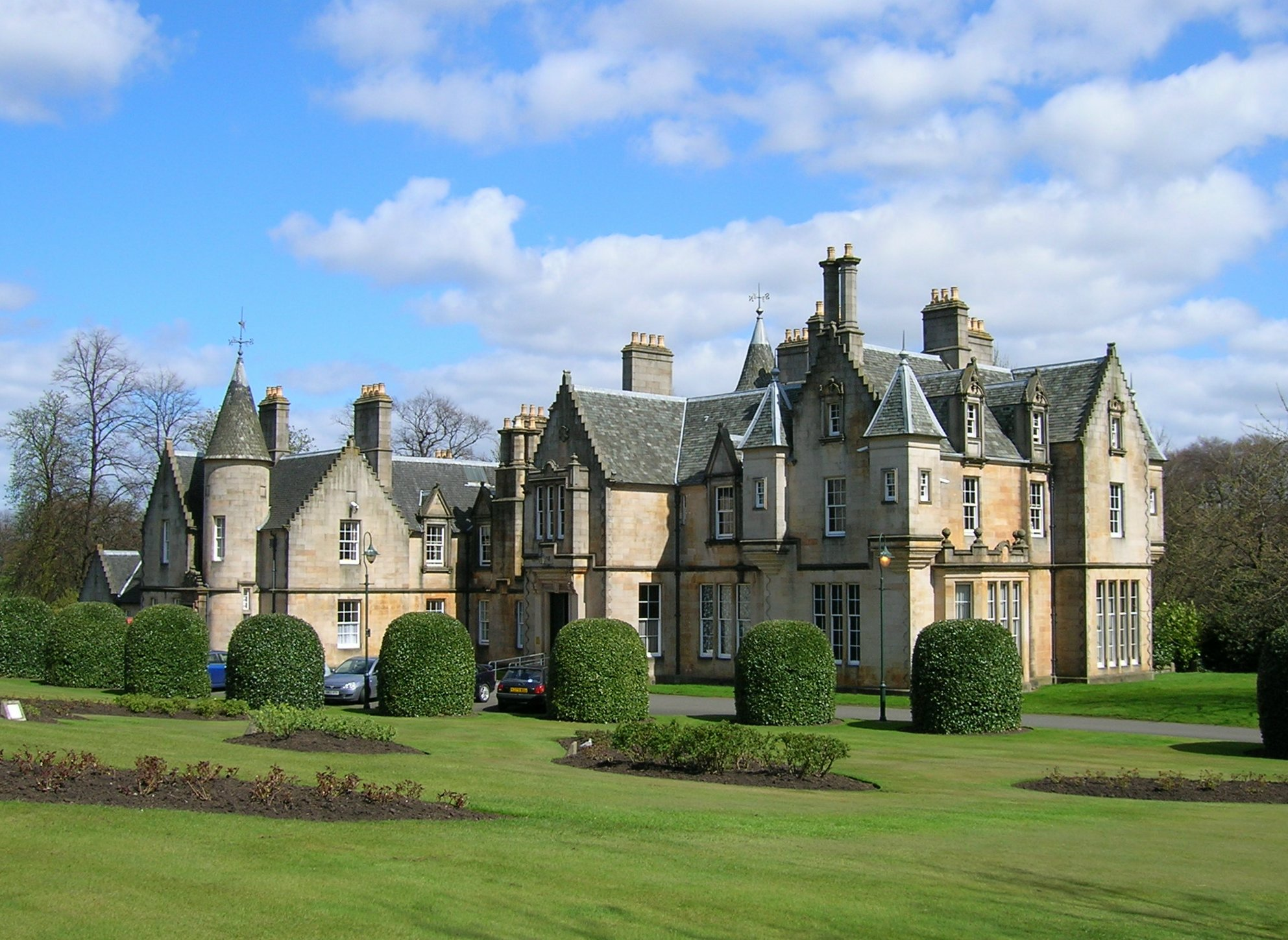
Tollcross House

Tollcross House ist ein Herrenhaus in der schottischen Stadt Glasgow. 1970 wurde das Bauwerk in die schottischen Denkmallisten in der höchsten Denkmalkategorie A aufgenommen.

## Geschichte
Tollcross House wurde im Jahre 1848 für James Dunlop erbaut. Für den Entwurf zeichnet der schottische Architekt David Bryce verantwortlich. 1898 erwarb die Stadt Glasgow das Gebäude. 1905 wurde dort ein Kindermuseum eingerichtet. 1989 wurde Tollcross House zu einer Pflegeeinrichtung umgebaut.

## Beschreibung
Tollcross House steht im Tollcross Park im Glasgower Osten. Das zweistöckige Herrenhaus ist im Scottish-Baronial-Stil ausgestaltet. Die asymmetrisch aufgebauten Fassaden sind mit Staffelgiebeln, Zwerchgiebeln und Ecktourellen gestaltet. Die quadratischen Ecktürmchen weisen Parallelen zu den Türmen von Pinkie House auf. Die abschließenden Dächer sind mit Schiefer eingedeckt. Der Innenraum ist verhältnismäßig schlicht gestaltet.